# Infoladen

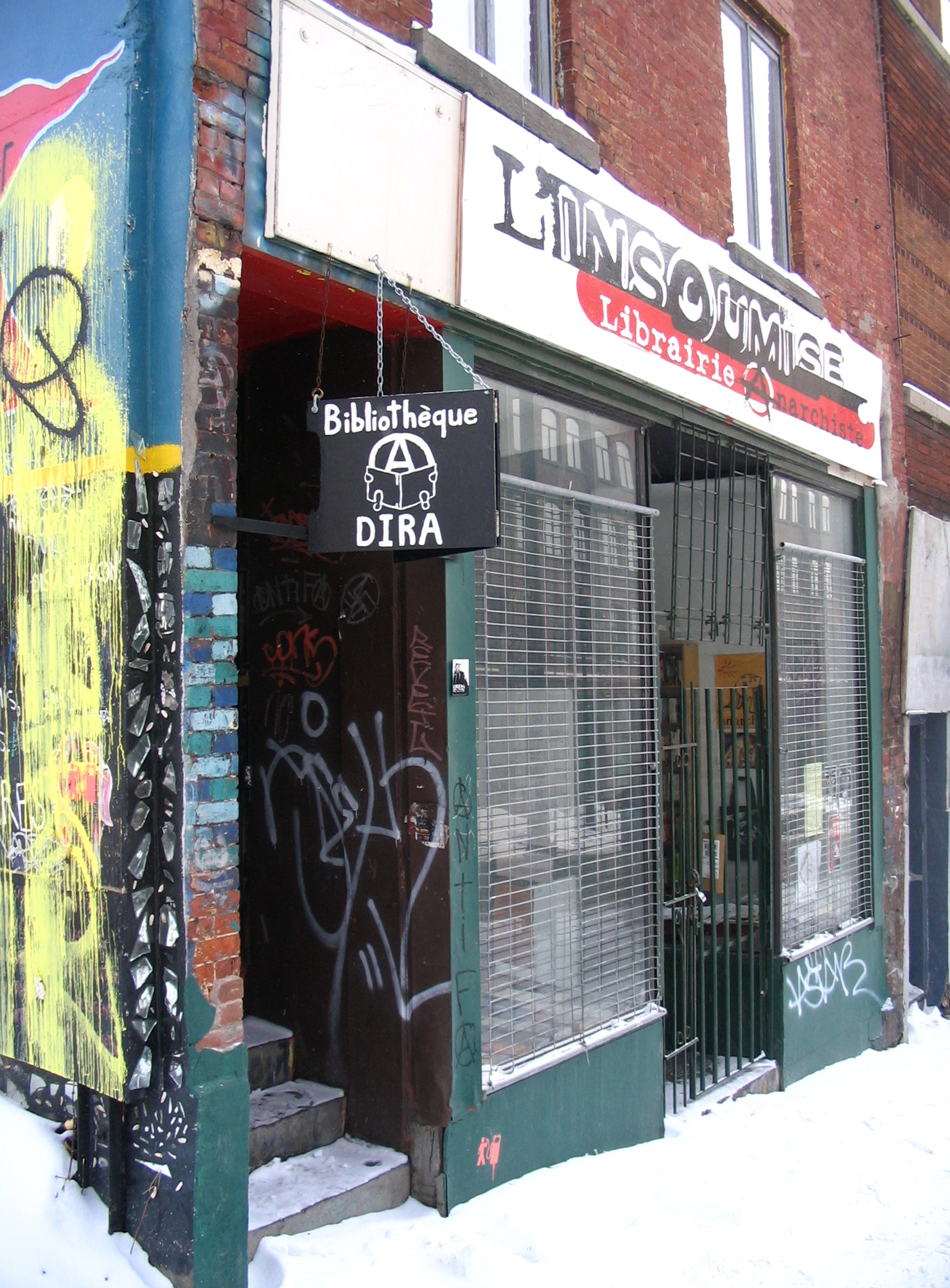
Infoshop „L'Insoumise“, Montreal

Infoläden sind Teil autonomer Strukturen und Organisation. Sie dienen nicht nur der Verbreitung von Informationen, sondern sollen auch die Erarbeitung von und Auseinandersetzung mit verschiedensten Themen fördern. Diese Themen reichen von Flüchtlingspolitik und Antifaschismus über Feminismus und Repression, Gefängnis und Gefangene, linksradikale Politik, Globalisierung, sowie Internationalismus, Antinationalismus, bis zu Drogen und Subkultur. Neben aktuellen Informationen stellen viele Läden auch Archive zur Verfügung und funktionieren so als eine Art Gedächtnis der Bewegungen.

## Konzept
Infoläden waren und sind auch oftmals in autonome Zentren und besetzte Häuser integriert. Nach dem Verschwinden vieler Zentren und besetzter Häuser bieten die Infoläden auch zunehmend die Infrastruktur und die Räume, welche linke Gruppen und Projekte für ihre Arbeit brauchen. Sinn und Zweck von Infoläden ist außerdem die Vernetzung von Gruppen und Individuen auf lokaler und überregionaler Ebene.
Getragen und organisiert werden Infoläden von Personen mit den unterschiedlichsten Überzeugungen, die meist aber aus dem undogmatischen und autonomen Spektrum stammen.

## Geschichte
Anfang der 1980er Jahre entstanden Infoläden vor allem in den urbanen Zentren der westlichen Industrieländer. Grundlegend für ihre Entstehung war das Bedürfnis, Informationspolitik abseits kapitalistischer Verwertungslogik betreiben zu können. So sind die Infoläden untereinander gut vernetzt und fähig, Nachrichten und Informationen schnell auch überregional zu verbreiten.
Neben den praktischen Funktionen stellen Infoläden aber auch immer schon Freiräume für das Experimentieren mit herrschaftsfreien Utopien dar. Antiautoritäre Organisationsformen und eine Ablehnung starrer Ideologien und diskriminierender Standpunkte charakterisieren die gesamte Struktur.
Das International Infoshop Meeting (IIM) kam zum ersten Mal 1988 zusammen und fand noch bis Anfang der 1990er Jahre statt. Es war allerdings eher westeuropäisch geprägt. Im Rahmen dieser Treffen entstand auch eine gemeinsame Zeitschrift der Infoläden, die CLASH. Die internationalen Treffen förderten eine intensive Diskussion innerhalb der Bewegung der Infoläden. Der Infoladen Leipzig begann Mitte der 1990er Jahre seine Bestände in einer Datenbank zu erfassen, dem Dataspace. 1999 entstand die Idee die Datenbank online verfügbar zu machen, außerdem fügten auch andere Läden ihre Bestände an Zeitschriften, Büchern, Broschüren, Videos und CD-ROMs hinzu. So entstand ein umfangreiches Verzeichnis der Materialien, die in Infoläden zu finden sind.
Im deutschsprachigen Raum gab es zuletzt zwischen 1999 und 2001 eine gemeinsame Struktur der Infoläden sowie halbjährige Vernetzungstreffen. In dieser Zeit entstand die zentrale Seite der Infoläden, die jedoch seit 2003 nicht mehr gepflegt wurde.

## Bedeutung
Infoläden entwickelten sich im Laufe der Zeit zu wichtigen Informationsquellen verschiedenster Bewegungen. Sie sind eine lokale Anlaufstelle für politische Aktivisten, denn in den Läden bekommen diese die Informationen, die sie für ihre Arbeit brauchen, Recherche in Archiven, Räumlichkeiten für Treffen und Veranstaltungen, Ausrüstung für Büroarbeiten oder auch eine Postadresse für illegale Gruppen und Individuen. Von Anfang an sahen Infoläden es auch als ihre Aufgabe an das Wissen um vergangene soziale Kämpfe und Erfahrungen zu bewahren und weiter zu vermitteln. Sie sind nicht nur eine dienstleistende Sammlung von Informationen, sie wollen das angesammelte Wissen aktiv in die Entwicklung neuer Praktiken und Ideen einfließen lassen.

## Liste der Infoläden in Deutschland
| Name                                             | Stadt             |
| ------------------------------------------------ | ----------------- |
| Anarchistischer Infoladen Marburg                | Marburg           |
| Infoladen „…an der Halitstraße“                  | Kassel            |
| Komplex – Infoladen Trier                        | Trier             |
| Infocafé Ella Janecek                            | Mainz             |
| Infoladen Excess                                 | Frankfurt am Main |
| Infoladen im AZ Köln                             | Köln              |
| Infoladen Schwarzmarkt                           | Hamburg           |
| Infoladen Stuttgart                              | Stuttgart         |
| Infoladen Salbke                                 | Magdeburg         |
| Infoladen Glimpflich                             | Halle             |
| Infoladen Subtilus                               | Flensburg         |
| Antisexistischer Infoladen Neukölln              | Berlin-Neukölln   |
| Stadtteil- & Infoladen Lunte                     | Berlin-Neukölln   |
| Infoladen Anschlag                               | Bielefeld         |
| Infoladen Sabotnik                               | Erfurt            |
| Infoladen Wilhelmsburg                           | Hamburg           |
| Infoladen "Roter Stumpf"                         | Oldenburg (Oldb)  |
| Infoladen Bremen                                 | Bremen            |
| Infoladen Paderborn                              | Paderborn         |
| Samizdat anarchistische Bibliothek und Infoladen | Leipzig           |
| Infoladen Benario                                | Fürth             |
| Infoladen linker Projekte                        | Wiesbaden         |
| Infoladen Landshut                               | Landshut          |
|                                                  |                   |

## Liste der Infoläden in Österreich
| Name                     | Name                     | Name                     | Name                     | Name                     | Name                     | Name                     | Name                     | Name                     | Stadt    | Stadt    | Stadt    | Stadt    | Stadt    |
| ------------------------ | ------------------------ | ------------------------ | ------------------------ | ------------------------ | ------------------------ | ------------------------ | ------------------------ | ------------------------ | -------- | -------- | -------- | -------- | -------- |
| Infoladen Schwarze Raupe | Infoladen Schwarze Raupe | Infoladen Schwarze Raupe | Infoladen Schwarze Raupe | Infoladen Schwarze Raupe | Infoladen Schwarze Raupe | Infoladen Schwarze Raupe | Infoladen Schwarze Raupe | Infoladen Schwarze Raupe | Graz     | Graz     | Graz     | Graz     | Graz     |
| Infoladen Epizentrum     | Infoladen Epizentrum     | Infoladen Epizentrum     | Infoladen Epizentrum     | Infoladen Epizentrum     | Infoladen Epizentrum     | Infoladen Epizentrum     | Infoladen Epizentrum     | Infoladen Epizentrum     | Salzburg | Salzburg | Salzburg | Salzburg | Salzburg |
| Infoladen Wels           | Infoladen Wels           | Infoladen Wels           | Infoladen Wels           | Infoladen Wels           | Infoladen Wels           | Infoladen Wels           | Infoladen Wels           | Infoladen Wels           | Wels     | Wels     | Wels     | Wels     | Wels     |
| Infomaden                | Infomaden                | Infomaden                | Infomaden                | Infomaden                | Infomaden                | Infomaden                | Infomaden                | Infomaden                | Wien     | Wien     | Wien     | Wien     | Wien     |